# Kông Bờ La
Kông Bờ La là một xã thuộc tỉnh Gia Lai, Việt Nam.

## Địa lý
Xã Kông Bờ La có diện tích 54,20 km², dân số năm 2022 là 5.889 người, mật độ dân số đạt 108 người/km².

## Lịch sử
Ngày 28 tháng 9 năm 2024, Ủy ban Thường vụ Quốc hội ban hành Nghị quyết số 1195/NQ-UBTVQH15 về việc sắp xếp đơn vị hành chính cấp xã của tỉnh Gia Lai giai đoạn 2023 – 2025 (nghị quyết có hiệu lực từ ngày 1 tháng 11 năm 2024). Theo đó, sáp nhập toàn bộ 13,33 km² diện tích tự nhiên và quy mô dân số là 2.597 người còn lại của xã Đăk Hlơ vào xã Kông Bơ La.
Xã Kông Bơ La có 54,20 km² diện tích tự nhiên và quy mô dân số là 5.889 người.